# Nanuet
Nanuet ist ein Weiler (Hamlet) und Census-designated place mit knapp 20.000 Einwohnern im Rockland County im Bundesstaat New York in den Vereinigten Staaten.

## Geographie
Nanuet liegt im Hudson Valley etwa 30 Kilometer nördlich von New York City (Manhattan). Der Ort grenzt im Osten an Nyack, welches am Westufer des Hudson River durch die Tappan Zee Bridge mit Sleepy Hollow am Ostufer des Hudson verbunden ist.
Im Westen liegt jenseits von Chestnut Ridge, in dem der Messgeräte-Hersteller Teledyne LeCroy seinen Sitz hat, in nur fünf Kilometern Entfernung bereits der Bundesstaat New Jersey.

## Geschichte
Der frühere Name Clarkstown, benannt nach James De Clark, wurde 1856 zu Gunsten des Munsee Chiefs Nannawitt abgeändert.
Der 1869 durch die Erie Railroad an das Eisenbahnnetz erschlossene Ort wird heute von der Pascack Valley Line aus Hoboken direkt gegenüber von Manhattan bedient.

## Kultur
Im Herbst 1976 nahm hier die Band Kiss im Star Theatre sein Album Rock and Roll Over auf.
Die Russische Orthodoxe Kirche unterhält hier das Kloster Novo Diveevo und hat zu Ehren der Russischen Befreiungsarmee unter Andrei Andrejewitsch Wlassow ein Denkmal errichten lassen.
Das E-Sport-Tournament Revival of Melee 5 fand 2013 in Nanuet statt. 2018 folgte das Poolbillardturnier World 14.1 Tournament.

## Persönlichkeiten
- Rupert Holmes (* 1947), Komponist